# Tunnel de Brison
Pour les articles homonymes, voir Brison.
Le tunnel de Brison est un tunnel ferroviaire situé en France sur le territoire de la commune de Brison-Saint-Innocent, dans le département de la Savoie en région Rhône-Alpes.
Le tunnel fait l'objet d'une inscription au titre des monuments historiques depuis le 28 décembre 1984.

## Situation ferroviaire
Le tunnel est situé entre les points kilométriques 113,528 et 113,901 de la ligne de Culoz à Modane (frontière). Il permet à la voie ferrée de traverser le Châtelard, un pan du massif de la Chambotte, entre le hameau de Challière au nord et le village de Brison au sud. À cet endroit, la ligne longe la rive orientale du lac du Bourget ; le tunnel se situe à une dizaine de kilomètres au nord d'Aix-les-Bains.

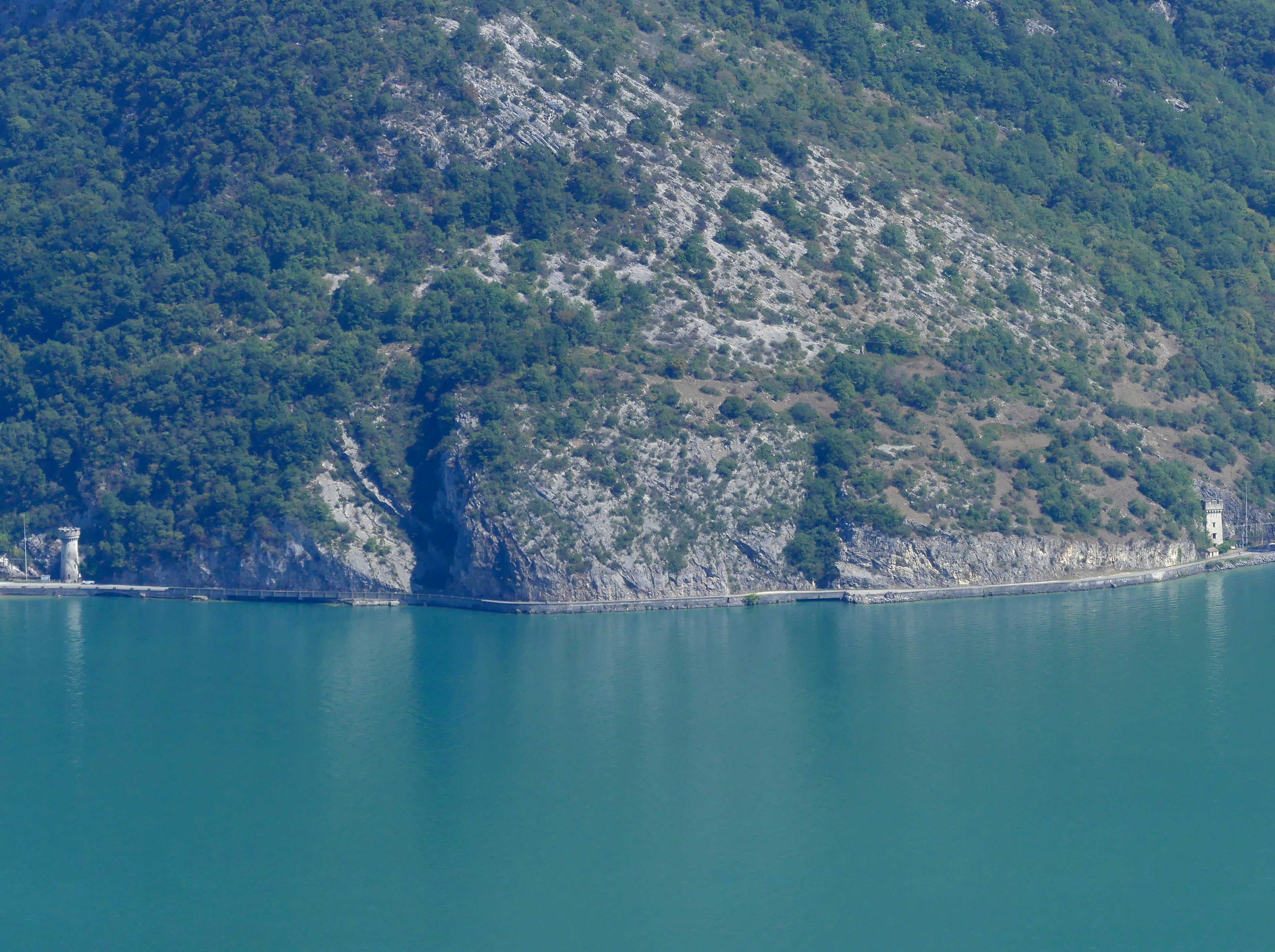
Pan de montagne traversé par le tunnel.

## Historique
La construction du tunnel s'effectue en 1857 sous la direction de l'ingénieur sarde Luigi Ranco. Son exploitation débute le 2 septembre 1858 lors de la mise en service du tronçon entre le pont sur le Rhône (près de la gare de Culoz) et la gare de Brison-Saint-Innocent. Le tunnel se situe alors sur la ligne du chemin de fer Victor-Emmanuel qui reliait Aix-les-Bains à Saint-Jean-de-Maurienne, à une période où la Savoie était encore sous la souveraineté du royaume de Sardaigne.
Construit à l'origine pour le gabarit de la double voie, la deuxième voie n'a été posée entre Chindrieux et Aix-les-Bains que le 31 mai 1901.

## Caractéristiques
Il s'agit d'un tunnel à simple tube et à double voie long de 373 m, et en courbe de 900 m de rayon.

## Les tours sardes

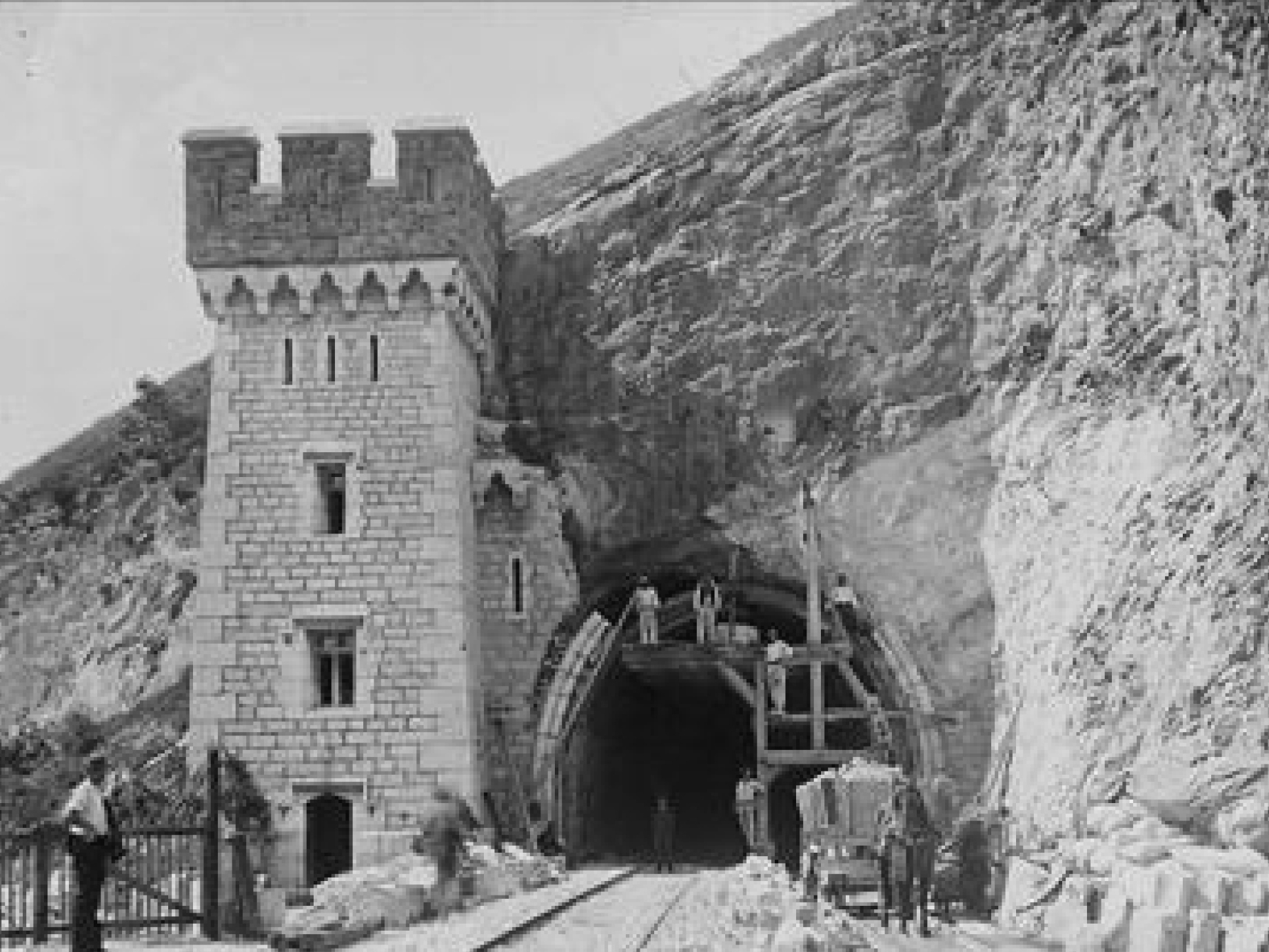
Élargissement du tunnel de Brison en 1901 et construction de la tour Sud.

En 1901, la compagnie du PLM, qui a repris l’exploitation de la ligne après le rattachement de la Savoie en 1860, fait construire deux tours crénelées d'inspiration médiévale aux deux extrémités du tunnel pour servir de logement aux gardes-voies. Elles sont appelées « Tours Sardes », possiblement en référence au royaume de Sardaigne auquel était rattachée la Savoie jusqu'en 1860. La tour du nord est ronde, celle du sud est carrée. Elles sont inscrites au titre des monuments historiques le 28 décembre 1984, en même temps que plusieurs ouvrages ferroviaires tels que la rotonde ferroviaire de Chambéry.